# الاتحاد الديمقراطي الدولي
الاتحاد الديمقراطي الدولي (بالإنجليزية: nternational Democrat Union, IDU)‏ هي منظمة دولية من الأحزاب المحافظة، وأحيانا الديمقراطيين المسيحيين، في جميع أنحاء العالم. ويقع المقر الرئيسي لها في أوسلو، 45 حزبا هم أعضاء أو شركاء في الاتحاد. رئيسها الحالي هو جون هوارد.

## تاريخ
تأسس الاتحاد في عام 1983 تحت قيادة الزعماء اليمينيين من مختلف البلدان مثل جاك شيراك ، الذي كان وقتها رئيسا لبلدية باريس، ونائب رئيس الولايات المتحدة، جورج بوش، ورئيسة الوزراء البريطانية مارغريت ثاتشر والاتحادي الألماني هلموت كول. وكان ذلك لإنشاء منتدى تشترك فيه أحزاب تمثل القيم المحافظة والديمقراطية من جميع أنحاء العالم. مع سقوط الكتلة السوفياتية، بدأت شعبية الاتحاد الديمقراطي الدولي تتوسع شيئا فشيئا في بلدان أوروبا الشرقية.

## الأعضاء
| البلد               | اختصار اسم الحزب بالإنجليزية | الحالة                 |
| ------------------- | ---------------------------- | ---------------------- |
| ألبانيا             | PD                           | في المعارضة            |
| أستراليا            | Lib                          | في الحكومة             |
| النمسا              | ÖVP                          | في الحكومة             |
| أذربيجان            | AMIP                         | في المعارضة            |
| بوليفيا             | Demócratas                   | في المعارضة            |
| البوسنة والهرسك     | SDA                          | في الحكومة             |
| البوسنة والهرسك     | PDP                          | في المعارضة            |
| البرازيل            | DEM                          | في المعارضة            |
| بلغاريا             | GERB                         | في المعارضة            |
| بلغاريا             | SDS                          | في المعارضة            |
| كندا                | CPC                          | في الحكومة             |
| تشيلي               | UDI                          | في المعارضة            |
| تشيلي               | RN                           | في المعارضة            |
| جمهورية الصين       | KMT                          | في الحكومة             |
| كولومبيا            | PCC                          | في الحكومة             |
| كرواتيا             | HDZ                          | في المعارضة            |
| قبرص                | DISY                         | في الحكومة             |
| جمهورية التشيك      | ODS                          | في المعارضة            |
| الدنمارك            | K                            | في المعارضة            |
| جمهورية الدومينيكان | FNP                          | في الحكومة             |
| الإكوادور           | PSC                          | في المعارضة            |
| إلسالفادور          | ARENA                        | في المعارضة            |
| إستونيا             | IRL                          | في المعارضة            |
| الاتحاد الأوروبي    | EPP                          | في الحكومة             |
| الاتحاد الأوروبي    | AECR                         | في المعارضة            |
| فنلندا              | Kok                          | في الحكومة             |
| فرنسا               | UMP                          | في المعارضة            |
| جورجيا              | UNM                          | في المعارضة            |
| جورجيا              | KDM                          | في المعارضة            |
| ألمانيا             | CDU                          | في الحكومة             |
| ألمانيا             | CSU                          | في الحكومة             |
| غانا                | NPP                          | في المعارضة            |
| اليونان             | ND                           | في الحكومة             |
| غرينادا             | NNP                          | في الحكومة             |
| غواتيمالا           | PU                           | في المعارضة            |
| هندوراس             | PNH                          | في الحكومة             |
| المجر               |                              | في الحكومة             |
| آيسلندا             | XD                           | في الحكومة             |
| كوريا الجنوبية      |                              | في الحكومة             |
| ليتوانيا            | TS-LKD                       | في المعارضة            |
| المكسيك             | PAN                          | في المعارضة            |
| مقدونيا             | VMRO–DPMNE                   | في الحكومة             |
| جزر المالديف        | MDP                          | في المعارضة            |
| مولدوفا             | PLDM                         | في الحكومة             |
| منغوليا             |                              | في الحكومة             |
| المغرب              |                              | في المعارضة            |
| نيوزيلندا           | Nat                          | في الحكومة             |
| نيكاراغوا           | PCN                          | في المعارضة            |
| النرويج             | H                            | في الحكومة             |
| بنما                | CD                           | في الحكومة             |
| بيرو                | PPC                          | في المعارضة            |
| البرتغال            | CDS–PP                       | في الحكومة             |
| صربيا               | DSS                          | في المعارضة            |
| صربيا               | URS                          | المعارضة خارج البرلمان |
| سلوفينيا            | SDS                          | في المعارضة            |
| إسبانيا             | PP                           | في الحكومة             |
| سريلانكا            | UNP                          | في الحكومة             |
| السويد              | M                            | في المعارضة            |
| أوغندا              | FDC                          | في المعارضة            |
| المملكة المتحدة     | Con/Tory                     | في الحكومة             |
| الولايات المتحدة    | R/GOP                        | في الحكومة             |
| فنزويلا             | PV                           | في المعارضة            |

### الأعضاء المنتسبون
| البلد    | اختصار اسم الحزب بالإنجليزية | الحالة                 |
| -------- | ---------------------------- | ---------------------- |
| بيلاروس  | PBNF                         | المعارضة خارج البرلمان |
| بيلاروس  | UCP                          | المعارضة خارج البرلمان |
| كوبا     | DDC                          | في المنفى              |
| جورجيا   | NRP                          | في المعارضة            |
| كينيا    | DP                           | في المعارضة            |
| باراغواي | MDR                          | في الحكومة             |
| روسيا    | SPS                          | المعارضة خارج البرلمان |
| تنزانيا  | Chadema                      | في المعارضة            |
| أوكرانيا | VOB                          | في الحكومة             |